# Das Buch der Illusionen
Das Buch der Illusionen (engl.: The Book of Illusions) ist ein Roman von Paul Auster aus dem Jahr 2002.

## Handlung
Der Roman spielt in den 1980er Jahren. Er wird aus Sicht David Zimmers erzählt. Zimmer, ein Universitätsprofessor, verliert seine Frau und seine Kinder bei einem Flugzeugabsturz und fällt in eine tiefe Depression.
Nachdem er Stummfilme von Hector Mann, einem seit den 1920er-Jahren vermissten Schauspieler, gesehen hat, ist er besessen von der Idee, alle diese Filme zu sehen und ein Buch über Mann zu veröffentlichen. Dies wiederum führt zu weiteren Ereignissen, die Zimmer immer weiter in Manns Vergangenheit führen.
Rätselhaft ist das plötzliche Verschwinden von Hector Mann, der nach dem Erscheinen der 12 Filme nie wieder gesehen wurde. Umso erstaunlicher ist es, dass nach der Herausgabe des Buches plötzlich per Post die Einladung einer Mrs. Hector Mann eingeht, ihren Mann in New Mexico kennenzulernen und etwas über ihn zu erfahren.
Eines Abends taucht bei Zimmer Alma Grund mit geladener Pistole auf. Sie will ihn davon überzeugen, dass er einfach kommen müsse, da Hector demnächst sterbe und alle Filme, die Hector Mann nach seiner Stummfilmepisode unter anderem Namen gedreht hat, 24 Stunden nach seinem Ableben vernichtet würden.
Nach dramatischen Szenen, durch die sich Zimmer und Grund letztlich näherkommen, fliegen beide nach New Mexico. Alma, die die Biographie von Hector Mann schreibt, erzählt während der ganzen Fahrt von Manns Leben. Kurz nach dem gerade erfolgten ersten Zusammentreffen von Zimmer mit Mann stirbt Mann und seine Frau macht sich fast unverzüglich an die Arbeit, alles zu vernichten, was irgendwie auf Hector Mann hinweisen könnte. Es bleibt gerade noch Zeit einen Film zu sehen.
Für Zimmer bleibt dort nichts mehr zu tun; er kehrt zurück um den Einzug von Alma Grund vorzubereiten, die vorher noch einiges zu erledigen hat. Im Zuge einer Meinungsverschiedenheit zwischen Alma und Hectors Frau fällt diese und stirbt; Alma faxt Zimmer, dass sie mit dieser Schuld nicht leben könne und nimmt sich das Leben.

## Beziehungen zu anderen Werken
Dieser Roman ist 2002 erschienen und beschreibt, wie andere Bücher von Auster ebenso, einen Typ Mann, von Krisen geschüttelt und bereit zur Aufgabe, der durch Zufälle wieder ins Leben geführt wird. Auch das Leben von Hector Mann endet jäh nach einem Schicksalsschlag. Zwar nicht direkt selber herbeigeführt, fühlt sich Hector doch sein ganzes restliches Leben, das von großer Tragik und völliger Einsamkeit geprägt ist, schuldig an dem, was passiert ist. Diese Schuld macht es ihm unmöglich, wieder ins normale Leben zurückzukehren und wieder Filme zu drehen. Nur noch durch einen Kompromiss, nämlich völlige Meidung jeglicher Öffentlichkeit, ist es ihm möglich, doch wieder Filme zu machen.
David Zimmer ist Marco Stanley Foggs Zimmergenosse aus Austers Roman Mond über Manhattan.
Oft verlassen wir in dem Buch die Ebene von David Zimmer und begeben uns auf die von Hector Mann, in dessen Leben es ebenfalls wieder Episoden anderer Menschen gibt, so dass oft nicht klar ist, wer gerade der eigentliche Protagonist ist, zumal David Zimmer wie Paul Auster Autor ist und wie dieser im Jahre 1947 geboren wurde.
Das Buch nimmt direkt Bezug auf die Autobiografie von François-René de Chateaubriand, Mémoires d'outre-tombe.

## International Standard Book Number
- ISBN 349924165X